# Бизарно (представа)
Бизарно је позоришна представа Народног позоришта у Београду, која је премијерно изведена 1, октобра 2013. године. Представа се игра и у Шапцу.

## Подела улога
Премијерна поставка:
| Глумац         | Улога                     |
| -------------- | ------------------------- |
| Игор Ђорђевић  | Мартин, Ричи, Дејан       |
| Никола Вујовић | Ђиђа, Саша, Гага          |
| Милош Ђорђевић | Воја, Милан, Бикса        |
| Соња Милојевић | Катарина, Мајда, Светлана |
| Сузана Лукић   | Мина, Ксенија, Ива        |